# Университет на Артоа
Университетът в Артоа (на френски: Université d'Artois) е публичен университет, разположен в департаментите Нор и Па дьо Кале в Северна Франция. Той е разположен на 5 кампуса в Арас, Бетюн, Дуе, Ланс и Лиевен.
Университетът в Артоа е член на Европейския докторски колеж Лил-Норд-Па дьо Кале и групата университети на Университета в Лил „Норд дьо Франс“.

## Академични степени
Университетът предлага бакалаври, професионални бакалаври, магистри и докторски степени в областта на изкуствата и хуманитарните науки, както и в различни области на STEM.
Университетът предлага и сертификати BUT и DEUST в няколко области, включително бизнес, мениджмънт, машиностроене и технологии.

## Състав
Университетът в Артоа се състои от 8 факултета и 2 технологични института:

## Кампус Арас
- Факултет по история, география и наследство изследвания
- Факултет по чужди езици
- Факултет по писма и изкуства
- Факултет по икономика, управление, администрация и социални науки

## Кампус Бетюн
- Бетюнски технологичен институт
- Факултет по приложни науки

## Кампус Дуе
- Юридически факултет

## Кампус на обектива
- Факултет на науките
- Технологичен институт „Ленс“: търговия, управление, ИТ, цифрови медийни изследвания, здравни услуги

## Кампус Лиевин
- Факултет по спорт и физическо възпитание

## Забележителни професори
- Жан-Пиер Ариньон (1943 – 2021) – историк
- Лоран Варузе (р. 1978) – историк